# مارك إيافاروني
مارك إيافاروني (بالإنجليزية: Marc Iavaroni)‏ مواليد 15 سبتمبر 1956 في جامايكا، نيويورك، هو لاعب كرة سلة أمريكي سابق أصبح مدرباً بدأ مسيرته الاحترافية في سنة 1978. يبلغ طوله 6 قدم 8 بوصة (2.0 م). اعتزل اللعب في 1992. أحرز خلال مسيرته في الإن بي إيه 2328 نقطة بمعدل 4.4 نقاط في المباراة الواحدة.

## المسيرة الاحترافية
لعب مع فيلادلفيا سفنتي سيكسرز من سنة 1982 إلى 1985، ثم لعب مع سان أنطونيو سبرز في سنة 1986، ثم لعب مع يوتا جاز في سنة 1989، ثم لعب مع أولمبيا ميلانو في الدوري الإيطالي في سنة 1989، ثم لعب مع بالونكيستو مالقا في الدوري الإسباني في موسم 1990–1991.

## إحصائيات المسيرة
| الفريق         | السنة   | G  | W  | L  | W–L% | النهاية | PG | PW | PL | PW–L% | النتيجة                  |
| -------------- | ------- | -- | -- | -- | ---- | ------- | -- | -- | -- | ----- | ------------------------ |
| ميمفيس غريزليس | 2007–08 | 82 | 22 | 60 | .268 | 5       | —  | —  | —  | —     | غاب عن الأدوار الإقصائية |
| ميمفيس غريزليس | 2008–09 | 41 | 11 | 30 | .268 | (أقيل)  | —  | —  | —  | —     | —                        |
| المسيرة        |         | 1  | 33 | 90 | .268 |         | —  | —  | —  | —     |                          |

## روابط خارجية
- مارك إيافاروني على موقع إن بي أي (الإنجليزية)
- مارك إيافاروني على موقع سبورتس رفرنس (الإنجليزية)
- مارك إيافاروني على موقع الدوري الإسباني لكرة السلة (الإسبانية)
- مارك إيافاروني على موقع كلية كرة السلة في سبورتس رفرنس.كوم (الإنجليزية)
- مارك إيافاروني على موقع ريلجم (الإنجليزية)
- مارك إيافاروني على موقع بروبوليرز (الإنجليزية)
- مارك إيافاروني على موقع سبورتس رفرنس (الإنجليزية)
- مارك إيافاروني على موقع سبورتس رفرنس (الإنجليزية)